# Rosemary Bryant Mariner
Pour les articles homonymes, voir Bryant et Mariner.
Rosemary Bryant Mariner (née Bryant le 2 avril 1953 à Harlingen et morte le 24 janvier 2019 à Knoxville, anciennement Conatser) est une pilote américaine de la marine américaine.
Elle est l'une des six premières femmes à avoir obtenu leurs « ailes » en tant qu'aviateur naval des États-Unis (en) en 1974. Elle a été également la première femme pilote militaire à piloter un avion à réaction tactique et la première à prendre le commandement d'un escadron d'aviation opérationnel,,.
Lors de ses funérailles le 2 février 2019, la marine américaine effectue pour la première fois un survol en formation missing man par un groupe de pilotes dont toutes sont des femmes.

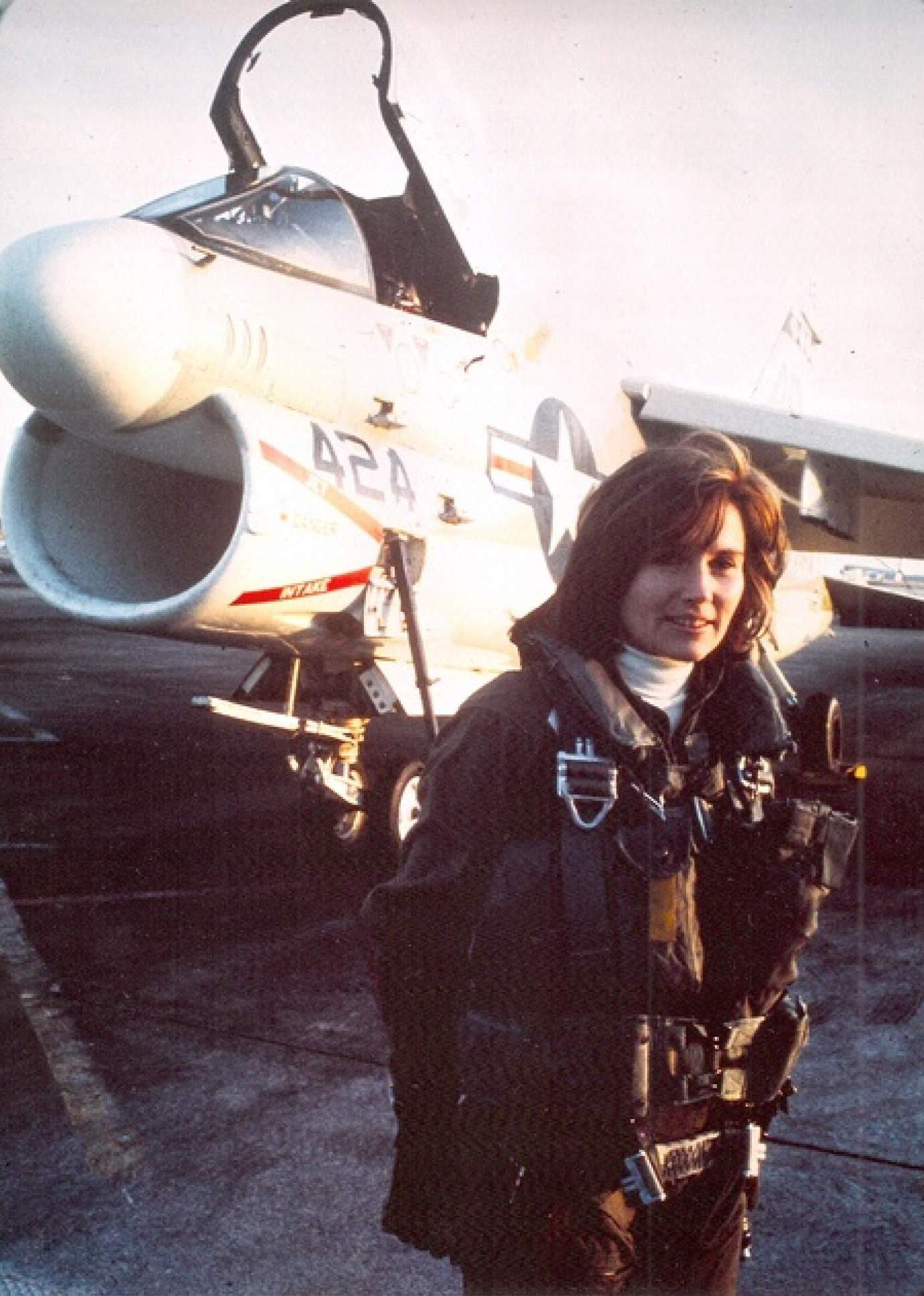
Rosemary Mariner devant un LTV A-7 Corsair II en 1976.